# Щепин-Оболенский, Борис Дмитриевич
Князь Борис Дмитриевич Щепин-Оболенский — голова, воевода и наместник на службе у Московского князя Василия III, один из представителей княжеского рода Щепиных-Оболенских, отрасли князей Оболенских. Рюрикович в XIX поколении.
Сын родоначальника рода Щепиных Дмитрия Семёновича Оболенского-Щепы. Одновременно с ним московскому князю служили ещё шесть его братьев: Иван Золотой, Семён Серебряный, Даниил, Никита, Фёдор Шафырь, Дмитрий.

## Биография
В 1508 году (27 октября) участвовал в приёме послов крымского хана Менгли-Гирея. 
В 1524 году во время похода Василия III на Казань был одним из воевод в Муроме.
В 1526 году присутствовал на свадьбе Василия III с Еленой Глинской. Был назначен у постели и стлал постель.
В 1527 году он, вместе со своим братом Дмитрий и многими другими князьями, подписался под поручительством за князя Михаила Глинского.
В 1531 году был в Кашире в числе голов.
В 1533 году присутствовал на свадьбе Андрея Старицкого с княжной Евфросинией Хованской.
В 1534 году — наместник в Рязани.
В 1537 году от имени Ивана IV послан к Андрею Старицкому с приказом прибыть в Москву.
В 1540 году наместник в Рязани.
В 1544 году второй воевода правой руки в Коломне.